# Can Prunera
|  | Per a altres significats, vegeu «Can Prunera (Vallirana)». |

Can Prunera —també conegut com a Can Magraner— és un museu d'art modernista situat a Sóller (Mallorca).

## Història

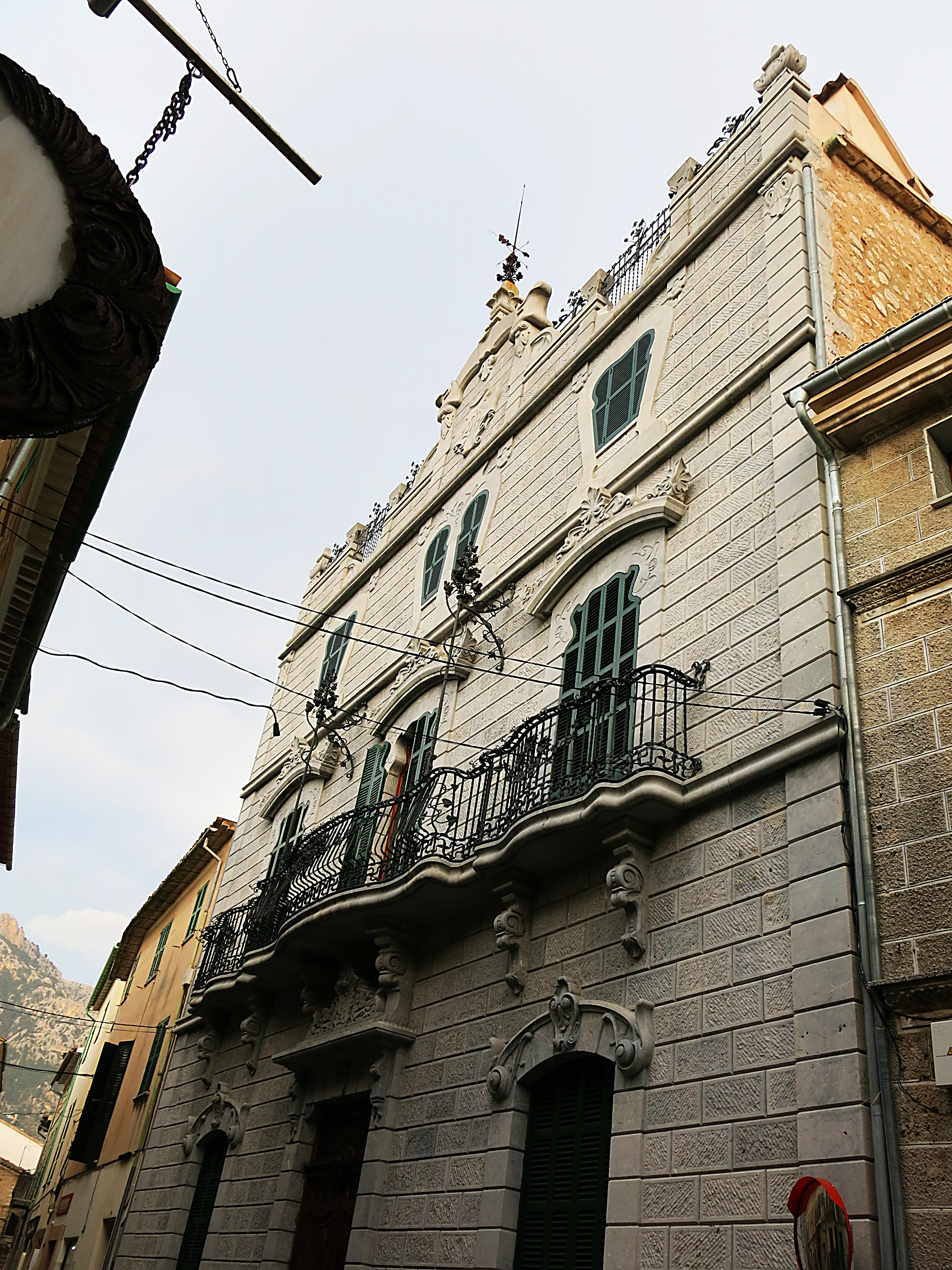
Can Prunera

Es tracta d'un monumental casal de planta noble, tres pisos i soterrani, construït entre els anys 1909 i 1911 per Joan Magraner Oliver (àlies Joan Prunera), immigrant solleric enriquit gràcies als seus negocis fructícoles a França. L'edifici segueix les petjades artístiques del modernisme arquitectònic tan de moda en aquells temps a Sóller, amb especial predominança de l'Art Nouveau francès, fruit de l'estret vincle d'aquesta ciutat amb França. No se sap amb seguretat qui fou l'arquitecte, però tots els indicis apunten cap a Joan Rubió i Bellver, autor del disseny de l'edifici del Banc de Sóller i de la façana modernista de l'església parroquial de Sant Bartomeu, ambdós a la plaça de la Constitució (plaça major) de Sóller. Bellver era deixeble i ajudant d'Antoni Gaudí quan aquest arribà a Mallorca per reformar la Catedral de Palma, d'aquí la seva notòria presència al modernisme arquitectònic de Mallorca.
La casa fou un domicili particular fins fa pocs anys. L'any 2006 fou adquirida pel Ferrocarril de Sóller i gestionada per la Fundació Tren de l'Art,
presidida per l'editor, empresari i col·leccionista d'art solleric Pere A. Serra. Aleshores es va procedir a la seva restauració integral, cofinançada pel Govern de les Illes Balears i la Unió Europea. Sota la direcció de l'arquitecte Luis A. Corral Juan el casal va ser restaurat fins al més mínim detall, recuperant la seva esplendor original: mobiliari de l'època, vidreres, enrajolats o jardineria han estat excel·lentment recuperats, fidels al disseny original.
La nova casa museu va obrir les portes el 24 d'agost de 2009 amb una solemne inauguració, a la qual assistiren les principals autoritats de les Illes Balears.

## Edifici
El casal es troba al carrer de la Lluna n. 90, i disposa de les següents dependències:
- Sala d'exposicions temporals - Sala permanent Juli Ramis (planta soterrani)
- Casa museu, biblioteca d'art i centre d'interpretació del modernisme (planta noble, primera i segona)
- Sala d'exposició permanent - Col·lecció Serra (tercera planta)
- Jardí per a actes diversos (pati interior)
- Entrada, tenda i sala d'actes (finques del carrer de la Lluna n. 86 i 88, annexos de moderna construcció)

L'horari de visita és de dimarts a diumenge, de 10.30 a 18.30 hores. En temporada alta (abril-setembre) obre tots els dies.

## Col·lecció
La casa museu acull una col·lecció d'art contemporani dels segles xix i xx d'artistes nacionals i internacionals, fonamentalment pictòrica. Una petita part són obres de la segona meïtat del segle xix i primera meïtat del XX, en part contemporànies del temps de Can Prunera però abastant estils molt diferents, des d'un convencional academicisme fins a les avantguardes pictòriques destacant obres de Joan Miró. La majoria del seu fons artístic el componen obres de pintors contemporanis de les darreries del segle xx, principalment mallorquins. En conjunt, la majoria d'obres exposades no tenen res a veure amb l'estètica modernista del casal.
A part de l'àmbit pictòric també hi ha algunes escultures (totes elles d'autors contemporanis), així com algunes ceràmiques de Picasso, dues petites sales amb una col·lecció de pepes antigues de León López, i una biblioteca especialitzada en art (especialment Joan Miró).
Tota la col·lecció de Can Prunera és privada. En gran part és propietat de l'empresari i col·leccionista Pere A. Serra, que com a president del Patronat de la Fundació Tren de l'Art i estretament vinculat al Ferrocarril de Sóller va imposar l'exhibició de part de la seva col·lecció personal d'art contemporani com a contrapartida pel seu suport per a l'adquisició i restauració del Casal. D'aquí que l'exposició no tingui res a veure amb l'estètica de l'edifici i que la col·lecció contingui nombroses referències al seu propietari.
Des de la seva inauguració el Museu ha rebut multitud de donacions d'artistes o col·leccionistes perquè puguin ser exposades, amb l'objectiu de donar a conèixer joves creadors, reivindicar-ne d'antics o exposar obres fins aleshores inèdites. Les obres donades són tant pintures com escultures. No se sap amb exactitud qui ha esdevingut el seu titular, si la Fundació Tren de l'Art o Pere A. Serra, i en quines condicions.
Menció a part mereix la sala dedicada a Juli Ramis i Palau, pintor avantguardista solleric, la qual està formada per una dotzena de quadres cedits per particulars que tenien en propietat als seus domicilis i eren pràcticament desconeguts pel gran públic.
També el fet que Pere A. Serra sigui propietari d'un dels més importants grups de comunicació de les Illes Balears, el Grup Serra (i entre ells dos dels principals diaris de les Illes: Última Hora i Diari de Balears) ha afavorit que el Museu estigui permanentment present en aquests mitjans des de molt abans de la seva inauguració, la qual cosa ha afavorit la seva ràpida popularitat i afluència de públic.
Deixant de banda les peculiars circumstàncies que envolten el funcionament del Museu, l'edifici és un exemple d'arquitectura civil modernista de gran valor i un exemple excepcional de la simbiosi del Modernisme català i l'Art Nouveau francès, fruit de l'excepcional dinamisme econòmic i social que s'hi respirava a Sóller en aquell temps, tan particular i diferent al de la resta de Mallorca i les Illes Balears.